# Наумкин, Василий Дмитриевич
Васи́лий Дми́триевич Нау́мкин (1936—1993) — доменщик Магнитогорского металлургического комбината.
Дважды Герой Социалистического Труда (1976, 1985).

## Биография
Родился 14 января 1936 года в Белорецком районе Башкортостана, в селе Зигаза.
В 1956 году окончил ремесленное училище № 13 (ныне Профессиональный лицей №13) г. Магнитогорска. После окончания училища пришёл в Доменный цех Магнитогорского металлургического завода. В конце 1960-х гг. он стал бригадиром одной из первых бригад коммунистического труда Магнитки, старшим горновым на второй домне «Комсомолка». Почти 30 лет отдал он огненному ремеслу горнового доменной печи.
В 1975 году В. Д. Наумкин окончил вечернее отделение индустриального техникума. Он успевал работать у печи, проводить заседания, участвовать во встречах, бывать в поездках. Часто встречался с учащимися школ и профтехучилищ, рассказывая о своей прекрасной «огненной» профессии.
Высокое мастерство отличало работу старшего горнового, депутата Верховного Совета РСФСР. Опыт и мастерство Василий Дмитриевич охотно передавал молодёжи. Многие из его учеников тоже становились старшими горновыми.
Василий Дмитриевич до последних дней работал в доменном цехе Магнитогорского комбината.
Был женат. Жена — Мария Степанова Наумкина(Калинина). 3 сына -Наумкин Александр Васильевич, Василий Васильевич Наумкин, Сергей Васильевич Наумкин.
Умер 10 августа 1993 года. Похоронен на Правобережном кладбище в Магнитогорске.

## Награды
- 5 марта 1976 года за выдающиеся успехи в выполнении принятых на девятую пятилетку социалистических обязательств по увеличению производства продукции, улучшению её качества и повышению производительности труда Василию Дмитриевичу Наумкину было присвоено звание Героя Социалистического Труда.

- В 1985 году за особо выдающиеся успехи в выполнении планов десятой пятилетки и большую общественную работу ему во второй раз было присвоено звание Героя Социалистического Труда.

- Родина высоко оценила трудовой подвиг Василия Дмитриевича, наградив его тремя орденами Ленина и орденом Октябрьской Революции.

## Память
В 2006 году торжественно отмечалось 70-летие Василия Дмитриевича Наумкина.